# Heliodines nyctaginella
Heliodines nyctaginella is een vlinder uit de familie van de roestmotten (Heliodinidae). De wetenschappelijke naam van de soort is voor het eerst geldig gepubliceerd in 1914 door Gibson.